# إدواردو ريبيرو دوس سانتوس
إدواردو ريبيرو دوس سانتوس (بالبرتغالية: Eduardo Ribeiro dos Santos) (مواليد 5 أغسطس 1980 في ساو جواو دو بياوي - البرازيل) لاعب كرة قدم برازيلي يلعب حاليا لصالح نادي الدرجة الأولى لنس الفرنسي منذ 2009 في مركز المهاجم .

## روابط خارجية
- إدواردو ريبيرو دوس سانتوس على موقع قاعدة بيانات كرة القدم.إي يو (الإنجليزية)
- إدواردو ريبيرو دوس سانتوس على موقع Soccerway.com (الإنجليزية)
- إدواردو ريبيرو دوس سانتوس على موقع عالم كرة القدم.نت (الإنجليزية)
- إدواردو ريبيرو دوس سانتوس على موقع AS.com (الإسبانية)